# قوة حماية طرابلس
قوة حماية طرابلس هو فصيل ليبي مسلح نشأ في 18 ديسمبر 2018، بعد انتهاء اشتباكات أغسطس 2018 مع اللواء السابع مشاة من ترهونة، وتتشكل القوة من اتحاد لـ9 قوات أبرزها كتيبة ثوار طرابلس وكتيبة النواصي والردع وأم العقارب والكتيبة 92 مشاة، والكتيبة 155 مشاة، وكتيبة يوسف البوني والأمن المركزي أبو سليم، والسرية 42 وكتيبة الضمان وجميع السرايا مكتب أبو سليم. وتهدف القوة إلى التصدي لأي قوة تسعى للسيطرة على المدينة، اثر تردد أنباء عن عزم اللواء السابع مشاة الهجوم مجددًا على طرابلس.

## العمليات العسكرية

### عملية وادي الدوم 2
إثر هجومٍ شنه القائد العام للقوات المسلحة المشير خليفة حفتر للسيطرة على طرابلس في 3 من أبريل 2019، وسيطرة قواته على بوابة الـ27 (27 كلم غرب طرابلس) أطلقت قوة حماية طرابلس عملية عسكرية باسم «وادي الدوم 2» للرد على الهجوم العسكري، حيث استعادت قوة حماية طرابلس على بوابة ال27 كما أسرت العشرات من عناصر القوات المسلحة. ويرمز اسم العملية إلى واقعة «وادي دوم» والتي جرت أثناء حرب تشاد حين وقع خليفة حفتر تحت أسر القوات الشادية قبل 30 عامًا